# Antirrhinum pertegasii
Antirrhinum pertegasii är en grobladsväxtart som beskrevs av Werner Hugo Paul Rothmaler. Antirrhinum pertegasii ingår i släktet lejongapssläktet, och familjen grobladsväxter. Inga underarter finns listade i Catalogue of Life.